# Poutní kostel Hohe Salve
Poutní kostel Hohe Salve, známý také jako Salvenkirchlein, se nachází na vrcholu hory Hohe Salve (1829 m n. m.) v Kitzbühelských Alpách v Tyrolsku v městské části Westendorf a je považován za nejvýše položený poutní kostel v celém Rakousku.
Je filiálním kostelem farního a děkanského kostela v Brixenu im Thale a je zasvěcen svatému Janu Křtiteli.

## Historie
První písemná zmínka o kostele pochází z roku 1589 a nese označení "Salvenberg – kostel svatého Jana". Postavil ji sedlák Andreas Schwender z Brixenu im Thale jako poděkování Bohu za své uzdravení z těžké nemoci.
Brzy se do nového kostela sjížděli poutníci ze širokého okolí, zejména v případě neduhů hlavy, kterým měl pomáhat – podle Křtitelova umučení. Brzy se zjistilo, že kaple začíná být příliš malá, a proto byla v roce 1625 kvůli velkému přílivu návštěvníků dvakrát rozšířena. Bylo také uděleno povolení sloužit v něm mše svaté.
Salcburští měšťané Widmer a Elisabeth Elslerinovi, kteří byli rovněž postiženi těžkou nemocí, se po návštěvě Hohe Salve zcela vyléčili, a proto darovali oltář. V roce 1618 daroval kostelu 150 guldenů biskup z Chiemsee Erenfried hrabě Khuenburg, kterému kostel v té době podléhal. Nákladem 70 guldenů byl také postaven nový dům, kde mohl sloužící kněz přespávat. Tím se majetek kostela nesmírně rozrostl, především díky penězům z postniček, ale také díky hojným voskovým votivním darům. V roce 1641 činil majetek 1851 guldenů.
V roce 1641 byl postaven nový kostel, který stojí dodnes (2022) – starý kostel krátce předtím vyhořel po zásahu bleskem.
Poutní kostel však stále nebyl ušetřen neštěstí. V letech 1619 až 1819 došlo k více než 20 požárům způsobeným bleskem. Proto bylo rozhodnuto instalovat zvon proti bouřce. Dne 18. prosince 1751 nařídil biskup Franz Carl von Chiemsee, aby byl zvon poškozený bleskem přelit. Představený jezuitských lidových misií P. Miller S. J. doporučil odlít loretánský zvon, který měl být obzvláště užitečný při bouřkách. Teprve když děkan Wishofer ze Sankt Johann in Tyrol v roce 1784 instaloval na Salvenkirche hromosvod, zdálo se, že je toto nebezpečí zažehnáno. Ten byl však v roce 1807 opět zničen. Malý loretánský zvonek musel být také odstraněn. Kostelu v Elsbethenu ji věnoval výrobce kos Angerer z Haslau u Hopfgartenu im Brixental.
Den patrona poutního kostela je 24. června a je považován za hlavní svátek, stejně jako Annatag 26. července a Bartholomä 24. srpna. Oslavy, při nichž poutníci nosili kolem oltáře vyřezávanou hlavu svatého Jana, se však konají až od roku 1945.
Dnes je Hohe Salve jedním z nejnavštěvovanějších tyrolských vrcholů. Dostanete se k němu lanovkou z Hopfgartenu a lanovkou z Hochsöllu. Salve je tak přístupné i pro zimní sporty.